# アイザック・アシモフ
アイザック・アシモフ（Isaac Asimov、1920年1月2日 - 1992年4月6日）は、アメリカ合衆国の生化学者（ボストン大学教授）・作家。その著作は500冊以上を数える。彼が扱うテーマは科学、言語、歴史、聖書など多岐にわたり、デューイ十進分類法の10ある主要カテゴリのうち9つにわたるが、特にSF、一般向け科学解説書、推理小説によってよく知られている。
日本語では「アシモフ」と「アジモフ」などの表記揺れがあり、前者が一般的ではあるが、本人が望んでいた読みは後者の発音に比較的近い[ˈaɪzək ˈæzɪmɒv]である。
ジュブナイル作品ではポール・フレンチという筆名を用いた。1942年発表のSF短編 Time Pussy では George E. Dale という筆名を用いた。1971年の著書 The Sensuous Dirty Old Man では Dr. A という筆名を用いた。

## 生涯

### 生い立ち
1920年1月2日、当時のロシア・ソビエト連邦社会主義共和国のペトロヴィッチにおいて、父ユダ・アロノヴィチ・アジモフ (Юда Аронович Азимов、Judah Azimov、Judah Ozimov) と母アンナ＝ラヒリ・イサーコヴナ・ベルマン (Анна-Рахиль Исааковна Берман、Anna Rachel Azimov、Anna Rachel Ozimov) の間にユダヤ系ロシア人イサーク・ユードヴィチ・オジモフ (Исаак Юдович Озимов、Исаа́к Ю́дович Ази́мов) として生まれた。生年月日については記録が不十分であり、暦の違いもあるため正確にこの日付かは不確実だが、誕生日がこの日より遅いことはない。ソビエト連邦成立後、3歳の時に家族とともにアメリカ合衆国に移住し、ニューヨーク・ブルックリンで育った。10歳のころ、SF雑誌『アメージング・ストーリーズ』によりSFファンとなる。本人によれば、父親の経営するキャンデーストアにはパルプ・マガジンが置いてあったが、アシモフはこれらに興味を持ったものの読むことを許されなかったため、アシモフは雑誌名に「サイエンス（科学）」の語が含まれることから教育的なものであると父親を説き伏せ、彼の了承を得ることに成功したという。
家庭は裕福ではなかったが学業成績は優秀で、公立校や高校を飛び級で卒業して1935年に15歳でコロンビア大学へ入学した。1938年に初めての作品をSF雑誌『アスタウンディング』に持ち込み、採用はされなかったが編集者ジョン・W・キャンベルの指導を受けるようになった。1939年には『アメージング』誌に「真空漂流」が掲載され作家としてデビューした。
この頃、ニューヨークのSFファングループのフューチャリアンズに所属していた。会員にはフレデリック・ポール、C・M・コーンブルース、ジュディス・メリル、ドナルド・A・ウォルハイム、ジェイムズ・ブリッシュ、デーモン・ナイト、H・ビーム・パイパーらがいた。

### 大学と就職

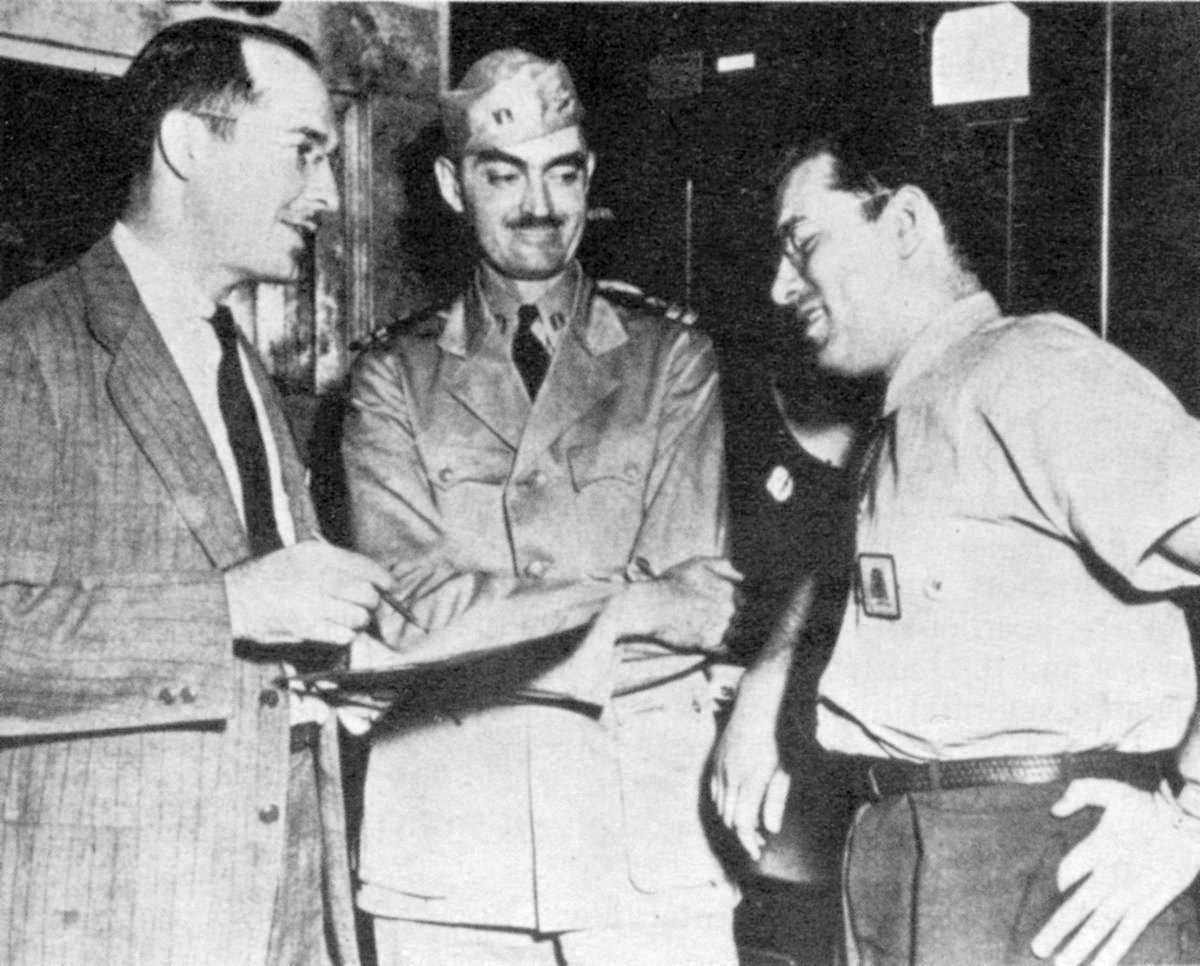
ハインライン（左）、
ディ・キャンプ（中央）
と共にフィラデルフィア海軍造船所で勤務するアシモフ（右）。1944年。

1939年にアシモフはコロンビア大学を卒業し、同大学大学院で化学を専攻した。この頃すでに『われはロボット』所収のロボット工学三原則物やファウンデーションシリーズの諸作品、出世作『夜来たる』など初期の代表作を発表しているが、当時はまだSF自体の社会的地位や市場規模が限られていたこともあり専業作家になることは全く考えておらず、大企業に就職して高給取りの研究員となることを目指していた。1942年にはガートルードという女性と結婚、第二次世界大戦の勃発を理由に大学院を休学し、フィラデルフィア海軍造船所に技術者として勤務した。ここでは予備役の技術士官として勤務していたロバート・A・ハインラインとL・スプレイグ・ディ・キャンプに出会った。終戦直後に徴兵され、化学の学位を持っていることを理由にビキニ環礁でのクロスロード作戦に技術兵として加えられ、ハワイまで行ったが結局参加せずに9か月で除隊した。
1946年に大学院に復学し、1948年には博士号を取得したものの就職口は得られず、コロンビア大学で1年間博士研究員を務めた後に、1949年からボストン大学医学部の生化学の講師となった。大学では講義と研究の他に共同で教科書の執筆を行い、一般向けのノンフィクションを書くきっかけとなった。この頃にはアシモフはSF界の第一人者として認められており、またSFの地位向上や新雑誌の登場により市場規模や稿料が増加し、1950年にダブルデイ社から初めての単行本『宇宙の小石』が出版され、さらに『われはロボット』やファウンデーションシリーズなど過去に雑誌で発表した作品の書籍化やアンソロジーへの再録が相次ぎ、雑誌の原稿料に加えて印税でも収入を得られるようになった。1953年から1954年にはSFミステリ『鋼鉄都市』を発表した。また化学のノンフィクションの作品を出版するようになり、講演者としての活動も行うようになった。
1955年に准教授となり終身の在職権を得たが、この頃になると執筆活動への傾倒が進んで学内で上司や一部の教授たちから不興を買い度々トラブルが発生していた。既に著作や講演で十分な収入を得ていたこともあり、1958年に肩書きのみを保持することで合意し、教壇を降りた。その後は専業の作家・講演者となり、化学以外のノンフィクションの分野へも活動を広げていった。1979年7月、ボストン大学教授に昇任する。
1951年に息子、1955年に娘が生まれていたが、1970年から妻子と別居し、ボストンから再びニューヨークへ移り住んだ。1973年にガートルード夫人と正式に離婚し、同年に心理分析医で後にSF作家となるジャネット・ジェプスンと再婚した。アシモフとジャネットはノービー (Norby) シリーズなどの共著を残している。

### 執筆活動

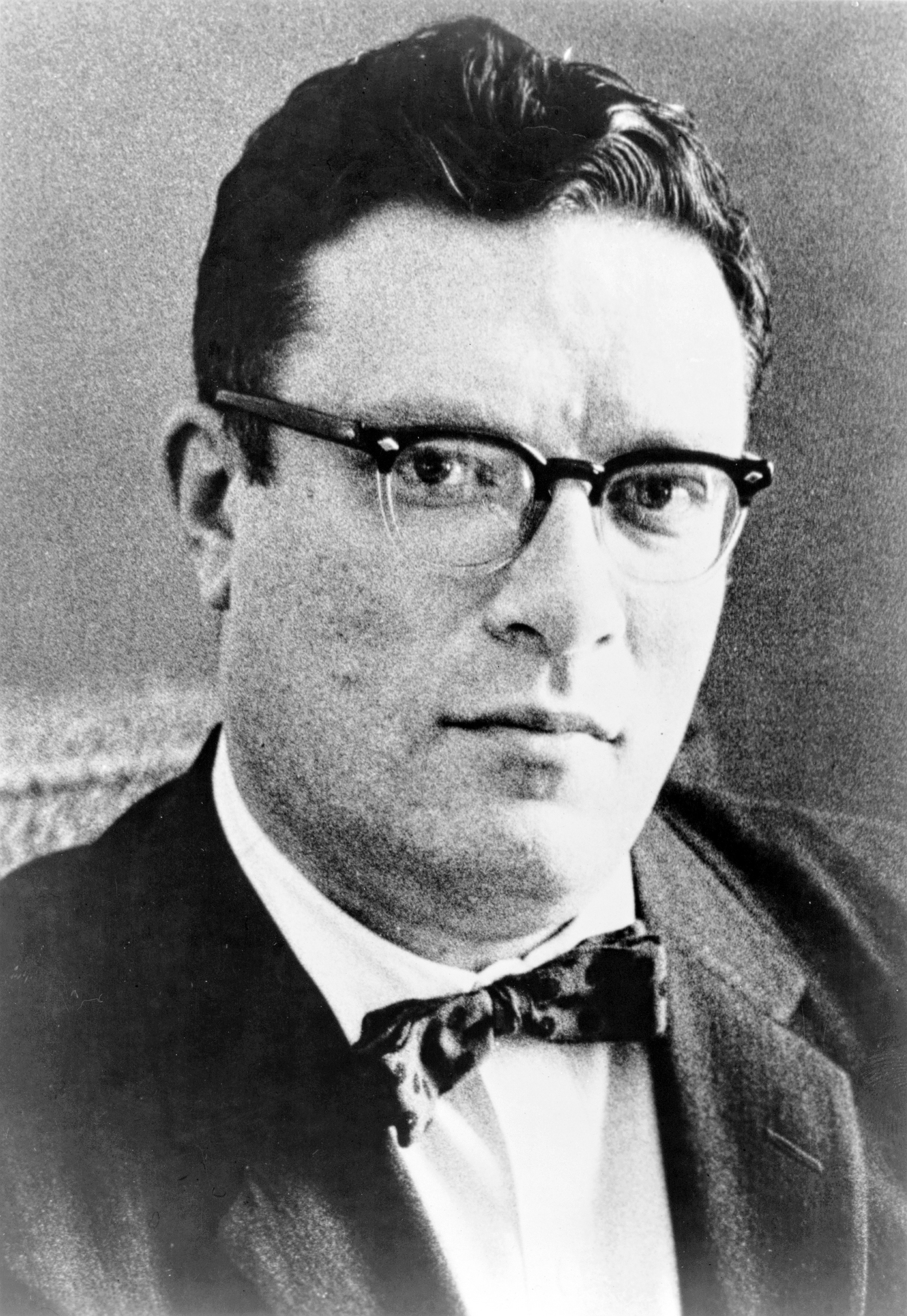
若い頃のアシモフ（1965年）

アシモフは次第に科学の解説者として知られるようになり、特に1957年のスプートニク・ショックがアシモフの執筆活動を後押しした。
科学を概観した『知識人のための科学入門』 (The Intelligent Man's Guide to Science) が1961年の全米図書賞ノンフィクション部門にノミネートされ、1965年にはアメリカ化学会から化学についての報道を表彰するジェイムズ・T・グラディー賞を受賞した。1962年にメンサの会員になったが数年後に退会した。1972年に再び会員になり、1974年にはメンサの講演のためにイギリスへ旅行した。その際、同じくメンサ会員で親睦の深かったアーサー・C・クラークと再会し、共に講演に参加している。
1970年ごろから『エラリー・クイーンズ・ミステリ・マガジン』にて純粋なミステリの『黒後家蜘蛛の会シリーズ』の連載を開始した。SFでは1972年に久々の長編である『神々自身』を出版し、ヒューゴー賞 長編小説部門とネビュラ賞 長編小説部門を受賞した。1982年には、ファンや編集者の要望に抗しきれず執筆したファウンデーションシリーズの30年ぶりの新作『ファウンデーションの彼方へ』がベストセラーとなり、以後再びSF長編を執筆し、同シリーズとロボットシリーズを統合した。

### 病気と死
アシモフは1992年4月6日に没した。死因は後天性免疫不全症候群（エイズ）によるもので、1983年に受けた心臓バイパス手術の際に使用された輸血血液がHIVに汚染されていたことが原因である。アシモフの死因は、彼の死から10年後に出版されたジャネット夫人編集の It's Been a Good Life （我が良き生涯）で明らかにされた。アシモフは生涯で500冊以上の著書を執筆した。

## 人物

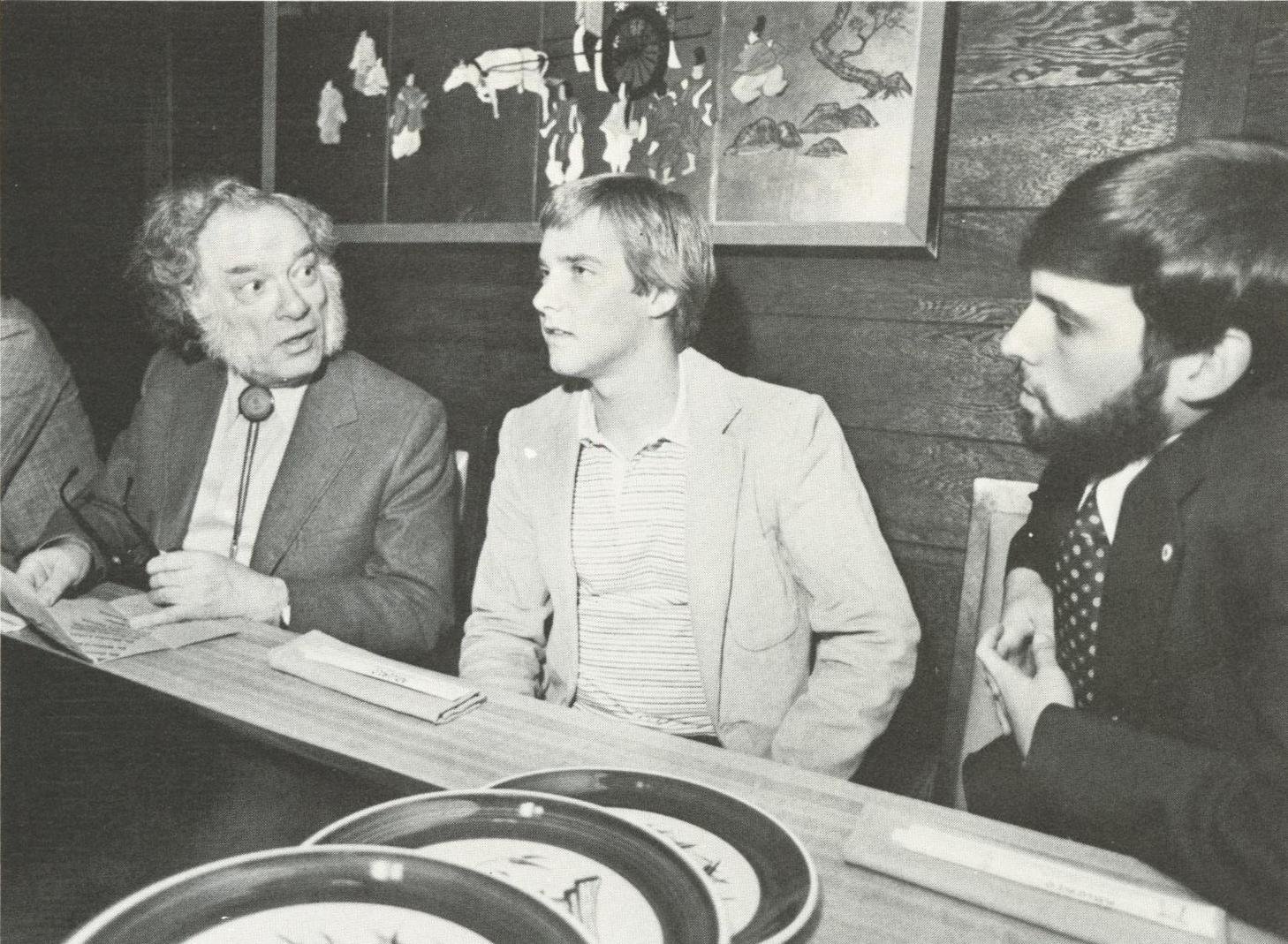
アシモフと学生たち（1981年）

アシモフは自伝の中で英語とイディッシュ語の2つの言語が使えると述べているが、イディッシュ語による作品は残していない。すべての著作は英語で行われた。
作家としての地位を確立し、著作からの収入で裕福になってからも「仕事中毒」であり、贅沢をしたり余暇を楽しむことは少なかった。アシモフ自身は、父の自営する店で幼い頃から働いた影響であると自己分析している。飛行機嫌いで、その生涯で飛行機を利用したのは2度のみである。そのため遠くへ行くことは少なかったが、東海岸の各地で講演を行った。自宅近辺で開催される世界SF大会にはよく参加し、他の作家やファンと陽気に交流を楽しんだ。普段と同様に女性に対して飛びついたりしたが、相手がマジメに返すと驚いて引き下がる、などのエピソードも残っている。ただしこうした女性に対する行動は現在ではセクシュアルハラスメントと認識され、男性中心のSF業界が抱えてきた問題の一例として言及されている。また、ハーラン・エリスンなどとは過激なやりとりを楽しんだ。狭くて閉ざされた空間をこよなく愛する閉所愛好家（閉所恐怖症の逆）でもあり、地下室や屋根裏部屋でタイプライターに向かう時間が無上の喜びだったと自ら語っている。
アシモフは人道主義者で、アメリカ人道主義協会の会長を務めた。かつ合理主義者だった。純粋な信仰心に反対することはなかったが、超常現象や根拠のない思想に対しては断固とした態度を貫いた。アシモフは疑似科学の科学的な調査・批判を行う団体、サイコップの創立者の一人である。
ほとんどの政治的問題においては進歩的な態度をとっており、若い頃から一貫して民主党の強い支持者だった。1970年代初期のテレビのインタビューでは公然とジョージ・マクガヴァンを支持した。1960年代後期以降に急進的な政治活動家によって採られていた、アシモフにとっては「非合理主義的」な物の見方を不満に思っていた。第2の自伝 In Joy Still Felt の中で、アシモフはカウンターカルチャーの象徴であったアビー・ホフマンとの会合を回想している。アシモフの受けた印象は、この1960年代のカウンターカルチャーの英雄は感情の波に乗り、最後に「思想の中立地帯」で座礁させられたようであり、彼らはそこから二度と戻ってはこないのだろうか、といぶかしむものであった。アメリカのSF界を2つに割ったベトナム戦争への賛成・反対問題については反対派についた。
また、1960年代の半ば、ソ連のSF評論家たちがアメリカSFを「社会の進歩を信じていない」と批判した際、ポール・アンダースンは共産主義の欺瞞をついた激しい反論を行ったが、ソ連からの移民でもあるアシモフははっきりとした政治的態度を取らなかった。ポーランドのSF作家スタニスワフ・レムが、（アシモフを含む）アメリカのSF作家たちを手厳しく批判したために起きた1976年の「レム事件」についても、アシモフははぐらかすような意見をのべた。
このほか、ポール・エルリッヒによって発表された将来の見通しを受けて、多くの著作で人口管理の重要性を訴えた。彼の最後のノンフィクションの著作は Our Angry Earth （怒れる地球、1991年、SF作家フレデリック・ポールとの共著）であり、この中で彼は地球温暖化やオゾン層の破壊といった環境危機について論じている。
メンサの会員として非常に有名であり副議長まで務めていたが、メンサへの参加には消極的であった。一部の攻撃的である会員に対してあまり良い感情を抱いていなかったこともあり、一時期脱退したが、後に復帰しメンサの講演のためにイギリスへと旅行した。アシモフは同じく会員であったマービン・ミンスキーとカール・セーガンの2人に関して、アシモフ自身よりも知的であると認めている。
ギルバート・アンド・サリヴァンのサヴォイ・オペラの熱心なファンであり、『当世風の魔法使い』『テスピス』などのパロディ作品も発表している。
彼の栄誉をたたえ、その名を冠したものとして、(5020) アシモフという小惑星、アシモフという火星のクレーター、SFのアイザック・アシモフ賞がある。また出身の高校も現在（2022年）ではアイザック・アシモフ高校という名前になっている。東京大学で2003年に開発された、起き上がり動作に特化したロボットが、アシモフの小説に登場するロボットR・ダニール・オリヴォーと同じ「Rダニール」と名付けられた。世界初のロボットスーツHALを開発した山海嘉之はアシモフの影響を受けている。本田技研工業の人型ロボットASIMOは名前の綴りがアシモフと似ているが（最後の "V" がない）、開発者はまったく関係はないとしている。アシモフはロボット工学を造語したが、「ロボット工学の父」と呼ばれることもあるジョセフ・F・エンゲルバーガー博士はアシモフに影響を受けていた。

## SF
アシモフは、アーサー・C・クラーク、ロバート・A・ハインラインと合わせて三大SF作家 (The Big Three) と呼ばれる（日本では「〈海外〉SF御三家」）。SFの分野でヒューゴー賞を7回、ネビュラ賞を2回、ローカス賞を4回受賞している。

### 初期
10代の頃からSFファンであり、『アスタウンディング』誌の読者欄に書評を投稿したりSFのファンダムに参加していた。1938年に初めての商業作品をアスタウンディング誌へ持ち込んでから、編集者のジョン・W・キャンベルの指導の下で実力をつけていき、クリフォード・シマックやロバート・ハインラインらとともに、いわゆる「アメリカSFの黄金時代」を作り上げた。アシモフはキャンベルと個人的にも親しくなり、その影響を強く受けた。
キャンベルの発案で書かれ出世作となった短編「夜来たる」（Nightfall, 1941年）は Bewildering Stories 第8号で「もっとも有名なSF短編」の一つとして挙げられている。また、1968年アメリカSF作家協会（現アメリカSFファンタジー作家協会）による投票でも「これまでに書かれた最高のSF短編」に選ばれている。彼は短編集『夜来たる』 (Nightfall and Other Stories) の中で次のように述べている。
短編小説以外にもSF雑誌に『チオチモリンの驚くべき特性』（The Endochronic Properties of Resublimated Thiotimoline, 1948年）という科学論文のパロディーを書いた。ペンネームが用いられるはずが博士号の口述試験の直前に実名で掲載されたためにアシモフは不合格とされることを心配したが、試験には合格した。
ファウンデーションシリーズやロボットシリーズの初期作品にもキャンベルは深く関わっており、多大な影響を及ぼした。
その後就職のためニューヨークを離れボストンに転居したこと、キャンベルがダイアネティックスなどの疑似科学に傾倒していったことから二人は疎遠となり、折しもアスタウンディング誌に代わって台頭してきた『ギャラクシー』誌のホーレス・ゴールド編集長、『ファンタジイ・アンド・サイエンス・フィクション』 (F&SF) 誌のアンソニー・バウチャー、ロバート・P・ミルズ両編集長との関係を深めた。前者は長編『鋼鉄都市』、後者は F&SF 誌の科学エッセイシリーズに関わることとなった。

### ファウンデーション
アシモフの代表的SFシリーズであるファウンデーションシリーズは、エドワード・ギボンの『ローマ帝国衰亡史』をヒントにした、未来の宇宙における巨大な銀河帝国の崩壊と再生の物語である。
1942年に第一作『ファウンデーション』がアスタウンディング誌に掲載、以後1949年まで中短編の形で同誌で発表され、のちに『ファウンデーション』（1951年）、『ファウンデーション対帝国』（1952年）、『第二ファウンデーション』（1953年）の3冊にまとめられた。現在は「初期3部作」と呼ばれるこの3冊は、1966年にヒューゴー賞過去最優秀長編シリーズ賞を受賞した。
1982年、ファンや編集者の続編を求める声に抗えなくなったアシモフは、新作『ファウンデーションの彼方へ』を発表、ニューヨーク・タイムズ紙のベストセラーリストに名を連ねると共に、1983年のヒューゴー賞長編小説部門を受賞した。以後その続編『ファウンデーションと地球』（1986年）、時代をさかのぼりハリ・セルダンの半生を描いた『ファウンデーションへの序曲』（1988年）、『ファウンデーションの誕生』（1992年）が書かれ、ロボットシリーズとの世界観の融合もなされた。
アシモフの死後、SF作家グレゴリー・ベンフォード、デイヴィッド・ブリン、グレッグ・ベアの3人が続編として『新・銀河帝国興亡史』3部作 (Second Foundation trilogy) を発表した。

### ロボット
ロボットものもファウンデーション3部作と同じ頃に書き始められた。その多くは後に短編集『われはロボット』（I, Robot, 1950年）、『ロボットの時代』（1964年）として出版された。この作品群により、ロボット・人工知能の倫理規則（いわゆるロボット工学三原則）が世に広められた。この規則は、他の作家や思想家がこの種の話題を扱うに際して大きな影響を与えている。また中編『バイセンテニアル・マン』（1976年）は1977年のヒューゴー賞 中編小説部門と1977年のネビュラ賞 中編小説部門、ローカス賞 長篇部門を受賞し、1999年にロビン・ウィリアムズ主演で映画化された（日本では『アンドリューNDR114』のタイトルで公開）。
一連の作品は、ロボットが一見して三原則に反するような行動を取り、その謎を解決するというミステリ仕立ての作品が多く、中でも長編『鋼鉄都市』と続編『はだかの太陽』は三原則の盲点を利用した巧妙な殺人トリックを描いたSFミステリの傑作としても知られている。
ファウンデーションとロボットの2つの潮流は、『ロボットと帝国』（1985年）によってひとつの未来史としてまとめられた。また没後に『アンドリューNDR114』および『アイ，ロボット』の2本の映画が公開されている。

### 専業作家以降
1958年にボストン大学を辞して専業作家となったアシモフだが、増加した執筆時間は専らノンフィクションの分野に向けられることとなり、SFの執筆量はかえって激減した。それでも（何とか彼にSFを書かせようという編集者の努力もあって）短編を中心に年に数作は書いており、ファンの「何故SFを書くのを止めたのか」との問いにも「決して止めてはいない」と繰り返し答えている。
アシモフはテレビ番組化されることを期待して、『天狼星の侵略』（1952年）などジュヴナイルの長編小説「ラッキー・スター」シリーズを執筆、この際に低品質なテレビ番組になる場合を懸念してポール・フレンチという筆名を用いた。結局TV化は実現せず、後期の作品ではロボット工学三原則を出すなどして自ら正体を示唆し、再版時には実名に戻している。
アシモフは「編集をせずとも、自動的に収録される作品が決まる」アンソロジーである『ヒューゴー賞傑作集』の形式上の「編者」として、収録各作品の前にユーモラスなエッセイを書いた。これは、アシモフがその時点でヒューゴー賞を受賞していなかったために「編者」に選ばれたのだが、1963年にSF雑誌F&SFの科学のコラムによる功績で初めてヒューゴー賞を受賞した後もひきつづいて「編者」を務めた。さらに異星人とセックスの要素を含む『神々自身』（1972年）でヒューゴー賞 長編小説部門とネビュラ賞 長編小説部門を受賞した。1992年の『ゴールド-黄金』でもヒューゴー賞 中編小説部門を受賞した。
1977年には彼の名前を冠したSF雑誌『アイザック・アシモフズ・サイエンス・フィクション・マガジン』（Isaac Asimov's Science Fiction Magazine）が創刊された。アシモフ自身は編集には関わっていなかったが、巻頭のエッセイと読書投稿欄のコメントを担当していた。
マーティン・H・グリーンバーグらと共同編集のアンソロジーも多数（グリーンバーグとの共同編集は127作）発表しており、ユーモラスな前書きを書いてそれらのアンソロジーに花を添えている。なお、グリーンバーグとの最初の共同編集アンソロジーである『三分間の宇宙』は、グリーンバーグらがすでに選択済である、2倍の数の作品を、アシモフが半分にしぼる方法で作品選択がされた。
他に彼の作品の世界観を元に若手作家が競作する『電脳惑星シリーズ』などのシェアード・ワールド物にも積極的に協力した。

## 推理小説
アシモフはしばしばSFにミステリの手法を用いる一方で、純粋なミステリ作品も執筆しており、推理小説作家としても評価を受けている。
純粋なミステリの代表作は『黒後家蜘蛛の会』シリーズである。『黒後家蜘蛛の会』はアシモフも属した実在の「トラップ・ドア・スパイダース」という会をモデルにしている。ほぼ純粋なパズル・ストーリーであり、殺人事件さえめったに起こらない。題材は盗まれた物や遺産を得るための暗号の解読、忘れてしまった地名の推測など、より日常的な問題である。解決には登場人物である給仕ヘンリーの該博な知識が使われる。
『黒後家蜘蛛の会』はすべて短編であり、1972年2月号の『エラリー・クイーンズ・ミステリ・マガジン』に第1作「会心の笑い」が発表されてから断続的に合計66作が書かれた。60作は5冊の短編集として出版され（日本語訳あり）、残りの6作はアシモフの死後、The Return of the Black Widowers （2003年）にまとめられた。
アシモフは『ユニオン・クラブ奇談』というシリーズも書いている。これはクラブで語られるパズル・ストーリーである。『黒後家』の名探偵役ヘンリーが人格円満で謙虚な人物であるのに対して、『ユニオン・クラブ』の名探偵役グリズウォルドは傲岸で偽悪的な人物である。しかし両者はともにアシモフに似た人物であり、全体的な構成やトリックも似ている。アイディアを使うという点で2作は競合関係にあって、『ユニオン・クラブ』執筆中は『黒後家』の執筆は進まなかった。
『黒後家蜘蛛の会』『ユニオン・クラブ奇談』シリーズには長編作品はないが、アシモフは長編ミステリーの『ABAの殺人』（1958年）『象牙の塔の殺人』（1976年）を書いた。

## ノンフィクション
アシモフは科学解説者としてもよく知られている。ファンタジー&サイエンス・フィクション誌に連載されていた科学エッセイは400編以上を数え、テーマは物理・天文・化学・生物学・科学史など多岐にわたる。記事はエスクァイア、ハーパーズ、サタデー・イブニング・ポストなどにも寄稿した。
1954年に出版した10代向けの生化学の本『生命の化合物』 (The Chemicals of Life) 以来、アシモフは大衆向け・子供向けの科学の本も執筆した。1957年、ソ連がアメリカに先駆けて初の人工衛星 スプートニク1号を打ち上げると、いわゆるスプートニク・ショックによってアメリカ国内で科学に対する関心が高まり、一般向けの科学解説書の需要が急増した。アシモフはこれに応える形で多数の科学解説書を執筆し、ノンフィクションに執筆活動の中心を移して行く契機となった。
科学全般について大衆向けに書かれた『知識人のための科学入門』（The Intelligent Man's Guide to Science, 1960年）はニューズウィーク等の書評から好評を受け、全米図書賞ノンフィクション部門にノミネートされた。アシモフはこの本によって科学の解説者としての地位を向上させた。また『宇宙を作る元素』（Building Blocks of the Universe, 1957年）はエジソン財団賞を、血液についての著作『生きている川』（The Living River, 1960年）はアメリカ心臓協会のハワード・W・ブレイクスリー賞を、それぞれ受けた。さらに、1967年にはアメリカ科学振興協会から科学の著述における功績でウェスティングハウス賞を与えられている。
アシモフは2冊の『アシモフの聖書入門』 (Asimov's Guide to the Bible) を著した。第1巻（1967年）は旧約聖書を、第2巻（1969年）は新約聖書をそれぞれ扱っている。後にこの本は1295ページの1冊の本にもまとめられた。この本では、聖書に記述されている事件、人物や場所について、冒涜も妄信もせずに科学的な観点からの解説や考察を行っている。
そのほか、科学以外の分野では歴史の解説やシェイクスピアなどの文学の解説、趣味である滑稽五行詩（リメリック）についての著作も残した。
彼はまた、3冊の自伝、すなわち In Memory Yet Green （1979年、『アシモフ自伝I』）、In Joy Still Felt （1980年、『アシモフ自伝II』）、I. Asimov: A Memoir （1994年）も書いている。この自伝は非常に大分量のもので、アシモフの生涯のできごとや作品と、それによる収支まで詳細に書かれたものである。
3番目の自伝、I. Asimov: A Memoir は1994年4月に出版された。この本のエピローグは彼の死のあとまもなく、彼の後妻であるジャネット・アシモフによって書かれたものであり、1995年のヒューゴー賞ノンフィクション部門を受賞した。他にも『木星買います』『アシモフ初期作品集』などのSF短編集でも、収録作品の前書きに代えて執筆当時の自身の状況を詳細に記している。
他にも彼の日ごろからの社会的主張もいくつかのエッセイにまとめられている。『考えることを考える』（Thinking About Thinking, 1967年）、『科学：プラスチックをたたく』（Science: Knock Plastic, 1967年）など。
また彼は、自身の著作が100冊、200冊、300冊にそれぞれ到達した際に、それまでの著書の内容から選別した本、Opus 100 (1969), Opus 200 (1979), Opus 300 (1984) を刊行しており、Opus 200 は『アシモフ博士の世界』として日本語訳されている。

## 代表的著作

### SF
- 長編
  - 1950年 - Pebble In The Sky （『宇宙の小石』）
  - 1951年 - The Stars, Like Dust （『暗黒星雲のかなたに』）
  - 1951年 - Foundation （『ファウンデーション』）
  - 1952年 - Foundation and Empire （『ファウンデーション対帝国』）
  - 1952年 - The Currents of Space （『宇宙気流』）
  - 1953年 - Second Foundation （『第二ファウンデーション』）
  - 1954年 - The Caves of Steel （『鋼鉄都市』）
  - 1955年 - The End of Eternity （『永遠の終り』）
  - 1957年 - The Naked Sun （『はだかの太陽』）
  - 1966年 - Fantastic Voyage （『ミクロの決死圏』）
  - 1972年 - The Gods Themselves （『神々自身』）
  - 1982年 - Foundation's Edge （『ファウンデーションの彼方へ』）
  - 1983年 - The Robots of Dawn （『夜明けのロボット』）
  - 1985年 - Robots and Empire （『ロボットと帝国』）
  - 1986年 - Foundation and Earth （『ファウンデーションと地球』）
  - 1987年 - Fantastic Voyage II: Destination Brain （『ミクロの決死圏 2 - 目的地は脳』）
  - 1988年 - Prelude to Foundation （『ファウンデーションへの序曲』）
  - 1989年 - Nemesis （『ネメシス』）
  - 1993年 - Forward the Foundation （『ファウンデーションの誕生』）
- 短編集
  - 1950年 - I, Robot （『われはロボット』）
  - 1955年 - The Martian Way and Other Stories （『火星人の方法』）
  - 1957年 - Earth Is Room Enough （『地球は空き地でいっぱい』）
  - 1959年 - Nine Tomorrows （『停滞空間』）
  - 1964年 - The Rest of the Robots （『ロボットの時代』）
  - 1968年 - Asimov's Mysteries （『アシモフのミステリ世界』）
  - 1969年 - Nightfall and Other Stories （『夜来たる』『サリーはわが恋人』）
  - 1972年 - The Early Asimov （アシモフ初期作品集『カリストの脅威』『ガニメデのクリスマス』『母なる地球』）
  - 1975年 - Buy Jupiter and Other Stories （『木星買います』）
  - 1976年 - The Bicentennial Man and Other Stories （『聖者の行進』）
  - 1982年 - The Complete Robot （『コンプリート・ロボット』）
  - 1983年 - The Winds of Change and Other Stories （『変化の風』）
  - 1988年 - Azazel （『小悪魔アザゼル18の物語』）
  - 1995年 - Gold （『ゴールド-黄金』）
  - 1996年 - Magic
- ロバート・シルヴァーバーグによる長編化作品
  - 1990年 - Nightfall （『夜来たる （長編版）』）
  - 1991年 - The Ugly Little Boy （『停滞空間』の長編化）
  - 1992年 - The Positronic Man （『アンドリューNDR114』（『バイセンテニアル・マン』の長編化））
- ジュヴナイル（ポール・フレンチ名義）
  - 1952年 - David Starr, Space Ranger （『宇宙をかけるレインジャーの物語 地球の危機』）
  - 1953年 - Lucky Starr and the Pirates of Asteroids （『小惑星 （アステロイド）の海賊』）
  - 1954年 - Lucky Starr and the Oceans of Venus
  - 1956年 - Lucky Starr and the Big Sun of Mercury （『水星基地のなぞ』）
  - 1957年 - Lucky Starr and the the Moons of Jupiter （『木星のラッキースター』、『九号衛星のなぞ』の2種）
  - 1958年 - Lucky Starr and the Rings of Saturn （『太陽系の侵入者』）（『天狼星 （シリウス）の侵略』）
- ジャネット・アシモフとの共著
  - 1983年 - Norby, the Mixed-up Robot
  - 1984年 - Norby's Other Secret
  - 1985年 - Norby and the Lost Princess
  - 1985年 - Norby and the Invaders
  - 1986年 - Norby and the Queen's Necklace
  - 1987年 - Norby Finds a Villain
  - 1988年 - Norby Down to Earth
  - 1989年 - Norby and Yobo's Great Adventure
  - 1990年 - Norby and the Oldest Dragon
  - 1991年 - Norby and the Court Jester

### 推理小説
- 長編
  - 1958年 - The Death Dealers （後に A Whiff of Death に改題、『象牙の塔の殺人』)
  - 1976年 - Murder at the ABA （『ABAの殺人』）
- 短編集
  - 1974年 - Tales of the Black Widowers （『黒後家蜘蛛の会1』）
  - 1976年 - More Tales of the Black Widowers （『黒後家蜘蛛の会2』）
  - 1980年 - Casebook of the Black Widowers （『黒後家蜘蛛の会3』）
  - 1983年 - The Union Club Mysteries （『ユニオン・クラブ綺談』）
  - 1984年 - Banquets of the Black Widowers （『黒後家蜘蛛の会4』）
  - 1986年 - The Best Mysteries of Isaac Asimov
  - 1990年 - Puzzles of the Black Widowers （『黒後家蜘蛛の会5』）
  - 2003年 - The Return of Black Widowers
- 編者として
  - 1981年 - The Twelve Crimes Of Christmas（『クリスマス12のミステリー』）
  - 1982年 - The Big Apple Mysteries（『ビッグ・アップル・ミステリー』）
  - 1984年 - Murder On The Menu（『16品の殺人メニュー』）
  - 1986年 - The Twelve Frights Of Christmas（『クリスマス12の戦慄』）

### ノンフィクション
1954年
- The Chemicals of Life （『生命の化合物』）

1956年
- Inside the Atom （『原子の内幕 - 百万人の核物理学入門』）

1957年
- Only a Trillion （『たった一兆』）

1958年
- The World of Nitrogen （『窒素の世界』）

1960年
- The Intelligent Man's Guide to Science
- The Living River

1962年
- Life and Energy

1963年
- View from a Height （『空想自然科学入門』）
- From Earth to Heaven （『地球から宇宙へ』）

1964年
- The Human Brain （『脳 - 生命の神秘をさぐる』）
- Adding a Dimension （『次元がいっぱい』）
- Asimov's Biographical Encyclopedia of Science and Technology, Doubleday（1982年改訂、『科学技術人名事典』 皆川 義雄 （訳） 共立出版、1971年）
- A Short History of Biology （『生物学の歴史』）

1965年
- Of Time and Space and other things （『時間と宇宙について』）
- A Short History of Chemistry （『化学の歴史』）

1966年
- The Neutrino （『ニュートリノ』）

1967年
- Is Anyone There? （『生命と非生命のあいだ』）

1968年
- Science, Numbers and I

1969年
- Opus 100
- Twenty Century Discovery （『発見、また発見!』）

1971年
- The Stars in their Courses （『わが惑星、そは汝のもの』）

1974年
- Of Matters Great and Small （『アジモフ博士の極大の世界・極小の世界』）
- Our World in Space

1976年
- The Planet that Wasn't （『存在しなかった惑星』）

1978年
- Quasar, Quasar, Burning Bright （『輝けクエーサー』）

1979年
- Isaac Asimov's Book of Facts （『アシモフの雑学コレクション』 星新一（編訳））
- The Road to Infinity （『アジモフ博士の地球・惑星・宇宙』）
- Opus 200（『アシモフ博士の世界』）
- In Memory Yet Green（『アシモフ自伝I』）

1980年
- In Joy Still Felt （『アシモフ自伝II』）

1981年
- Change! （『変わる!』）
- Views of the Universe
- Asimov on Science Fiction （『Dr.アジモフのSFおしゃべりジャーナル』）

1982年
- The Sun Shine Bright （『アジモフ博士の輝け太陽』）

1983年
- Counting the Eons （『アジモフ博士の地球の誕生』『アジモフ博士の宇宙の誕生』）

1984年
- X Stands for Unknown （『未知のX』）
- Opus 300

1985年
- Asimov's Guide To Halley's Comet （『アジモフ博士のハレー彗星ガイド』）
- The Subatomic Monster （『素粒子のモンスター』）

1986年
- The Dangers of Intelligence and other science essays （『真空の海に帆をあげて』）

1987年
- Far as Human Eye Could See （『見果てぬ時空』）

1988年
- The relativity of Wrong （『誤りの相対性』）

1989年
- Asimov's Chronology of Science and Discovery, Harper & Row（『アイザック・アシモフの科学と発見の年表』 小山慶太・輪湖博（訳） 丸善、1992年）

1990年
- Out of the Everywhere （『人間への長い道のり』）

1991年
- The Secret of the Universe （『宇宙の秘密』）
- Asimov's Chronology of the World, HarperCollins（『アイザック・アシモフの世界の年表』 川成洋（訳） 丸善、1992年）

1994年
- I. Asimov: A Memoir

1995年
- Breakthroughs in Science（『アシモフの科学者伝』〈地球人ライブラリー〉 木村繁（訳） 小学館、1995年）